# Сычёв, Михаил Платонович
Михаи́л Плато́нович Сычёв (16 октября 1921, Медяна, Курмышский уезд, Симбирская губерния — 30 мая 2005, Йошкар-Ола, Марий Эл) — советский партийно-административный руководитель, общественный деятель. Заместитель Председателя Совета Министров Марийской АССР (1966—1974), председатель Комитета народного контроля Марийской АССР (1974—1983). Член ВКП(б) с 1944 года.

## Биография
Родился 16 октября 1921 года в с. Медяна ныне Пильнинского района Нижегородской области. В 1939 году окончил Канашский финансово-экономический техникум Чувашской АССР.
Начал свой трудовой путь в качестве инспектора финансового отдела Звениговского райисполкома Марийской АССР, затем стал заведующим этим отделом. В 1944 году вступил в ВКП(б), в том же году был приглашён на должность инструктора Марийского обкома ВКП(б), был заведующим отделом и здесь.
В 1954 году окончил Высшую партийную школу при ЦК КПСС. В 1954—1960 годах был первым секретарём Оршанского райкома КПСС Марийской АССР. В 1960—1966 годах находился на посту министра финансов МАССР, до 1974 года был заместителем Председателя Совета Министров Марийской АССР. В 1974—1983 годах возглавлял марийский Комитет народного контроля.
В 1955—1985 годах, на протяжении 7 созывов был депутатом Верховного Совета Марийской АССР.
Его многолетняя и плодотворная деятельность отмечена двумя орденами «Знак Почёта» (1966, 1971), орденом Трудового Красного Знамени (1976), почётными грамотами Президиума Верховного Совета РСФСР (1960) и Марийской АССР (1946, 1957, 1971, 1981).
Ушёл из жизни 30 мая 2005 года в Йошкар-Оле.

## Награды
- Орден Трудового Красного Знамени (1976)[1]
- Орден «Знак Почёта» (1966, 1971)[1]
- Медаль «За трудовое отличие» (1946)[1]
- Медаль «За трудовую доблесть» (1951)[1]
- Юбилейная медаль «За доблестный труд. В ознаменование 100-летия со дня рождения Владимира Ильича Ленина»
- Почётная грамота Президиума Верховного Совета РСФСР (1960)[1]
- Почётная грамота Президиума Верховного Совета Марийской АССР (1946, 1957, 1971, 1981)[1]